# Modern Masquerades
Modern Masquerades es el último álbum de estudio de la banda irlandesa de rock progresivo, Fruupp.

## Análisis
El último trabajo de Fruupp, y se despiden con una muestra de su talento innato para la música. "Modern Masquerades" comienza con el apacible tema "Misty Morning Way" que contiene coros muy similares a los de "Prince of Darkness", canción perteneciente a su álbum anterior The Prince of Heaven's Eyes. "Masquerading with Dawn" tiene una melodía pegadiza, la duradera composición titulada "Gormenghast" tiene una increíble progresión con la participación al saxofón de Ian. "Mystery Might" es una canción cerebral con un principio y un estribillo enigmático, pero con una parte de progresión que rompe con el tema. "Why" es una reflexiva, mágica, introspectiva, literal y elegante composición al piano. "Janet Planet" es una breve canción alegre e imaginativa. Por último, para cerrar el que fue el último trabajo musical de Fruupp, "Sheba's Song", una de las mejores canciones de la historia del propio grupo: pues es una canción progresiva, muy bien estructurada, con un intenso y llamativo final... 
Incluso "Sheba's Song" sirvió como inspiración para intérpretes de rap.

## Personal
- Peter Farrelly: bajo, flauta, voz
- Martin Foye: batería, percusión
- John Mason: teclados, vibráfono, voz
- Vincent McCusker: guitarras, voz

## Músico invitado
- Ian McDonald: saxo

## Listado de canciones
- 1. Misty Morning Way (6:55)

- 2. Masquerading With Dawn (7:15)

- 3. Gormenghast (10:46)

- 4. Mystery Might (8:20)

- 5. Why (4:08)

- 6. Janet Planet (2:54)

- 7. Sheba's Song (8:26)

- Duración total: 48:44